# Gold Beach
Pour la ville de l'Oregon, voir Gold Beach (Oregon).
Seconde Guerre mondiale
Batailles
Opérations de débarquement (Neptune)
- Tonga (Deadstick, Batterie de Merville)
- Albany (Chicago, Manoir de Brécourt)
- Boston (Detroit)
- Utah Beach
- Omaha Beach (Pointe du Hoc)
- Gold Beach
- Juno Beach
- Sword Beach

Secteur anglo-canadien
- Caen
- Authie
- Perch (Villers-Bocage)
- Putot
- Bretteville-l'Orgueilleuse
- Norrey
- Mesnil-Patry
- Martlet
- Epsom
- Windsor
- Charnwood
- Jupiter
- Atlantic
- Goodwood
- Crête de Verrières
- Spring
- Bluecoat
- Totalize
- Tractable

Secteur américain
- Carentan
- Cotentin
- Cherbourg (Bombardement)
- Bataille des Haies (Elle, Saint-Lô, La Haye-du-Puits)
- Cobra
- Mortain

Fin de la bataille de Normandie et libération de l'Ouest
- Rennes
- Saint-Malo
- Brest
- Poche de Falaise
- Chambois
- Paris

Mémoire et commémorations
- Cimetières militaires de la bataille de Normandie
- Commémorations du 70e anniversaire
- Projet UNESCO de classement des plages

Gold, communément connue comme Gold Beach, est le nom de code d'une des cinq plages du débarquement de Normandie le 6 juin 1944. Elle est située entre Asnelles et Ver-sur-Mer sur la côte occidentale du Calvados. Environ 25 000 hommes y ont débarqué le jour J. La plage, confiée aux Britanniques du 30e corps était divisée en quatre secteurs : Item, Jig, King et How mais ce dernier n'a pas été utilisé. Les objectifs ont été majoritairement remplis, une contre-attaque allemande fut même repoussée vers 16 h 30. Initialement appelée Goldfish (Poisson Rouge), le nom ne plaît pas à Winston Churchill et est raccourci en Gold.
À Gold et à Juno, le triple objectif de l'armée anglo-canadienne est de prendre Bayeux, de barrer l'axe principal Bayeux-Caen à tout char allemand et d'opérer la jonction avec les Américains à Port-en-Bessin. Le soir du 6, les Britanniques ont à peu près rempli leurs objectifs avec une tête de pont de 9 km de large sur autant de profondeur. Bayeux n'est pas encore prise mais désertée par l'occupant allemand. Le 7 juin en fin de matinée, ce sera la première sous-préfecture française libérée et intacte de toute destruction. Le 8 juin, Port-en-Bessin est transformé en port pétrolier. Arromanches, immédiatement à l'ouest de Gold Beach est transformée en port artificiel.

## Forces en présence

### Défenses allemandes

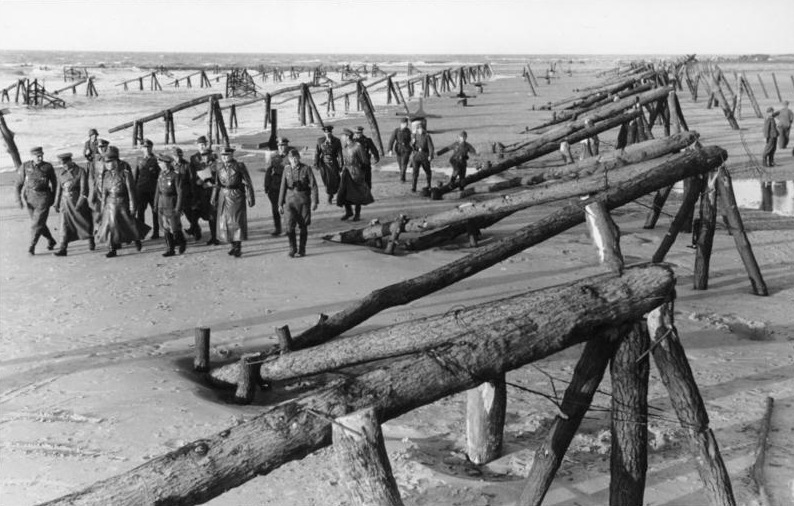
Maréchal Erwin Rommel inspectant les défenses côtières allemandes en avril 1944.

Bien que l'armée allemande ait vu sa force et son moral grandement entamés par ses campagnes de Russie, d'Afrique du Nord et d'Italie, elle reste malgré tout une puissante force combattante. Cependant, la plupart des divisions déployées le long des côtes françaises depuis 1943 sont composées de jeunes recrues ou d'unités au repos ou en reconstruction à la suite des pertes du front de l'Est. En tout, 856 000 soldats allemands sont stationnés en France, de manière prédominante le long de la côte atlantique. En complément, près de 60 000 Osttruppen, principalement russes et polonais, servent sous l'uniforme allemand. Sous le commandement du maréchal Erwin Rommel et de Gerd von Rundstedt, les fortifications du Mur de l'Atlantique ont été renforcées dans les 6 premiers mois de 1944. Environ 4 millions de mines et 500 000 obstacles de plage ont été installés le long de la côte.
Hitler donne à Rommel le commandement du Groupe d'Armée B, qui inclut la 7e armée, la 15e armée ainsi que les troupes défendant les Pays-Bas. Les réserves incluent la 2e, 21e et 116e divisions de Panzer,. Considérant que la supériorité aérienne des alliés rendrait difficile l'acheminement des réserves vers le front une fois le débarquement commencé, Rommel décida de concentrer ses défenses le long de la côte. La 716e division d'infanterie, stationnée en Normandie depuis mars 1942, est en sous-nombre, avec seulement 6 000 hommes. Elle reçoit alors des renforts et certains des soldats les plus âgés sont remplacés par de plus jeunes recrues. Plusieurs bataillons d'Osttruppen viennent également l'épauler. La 352e division d'infanterie, complète avec ses 12 000 hommes, est acheminée sur la côte vers le 15 mars et renforcée de deux régiments additionnels.

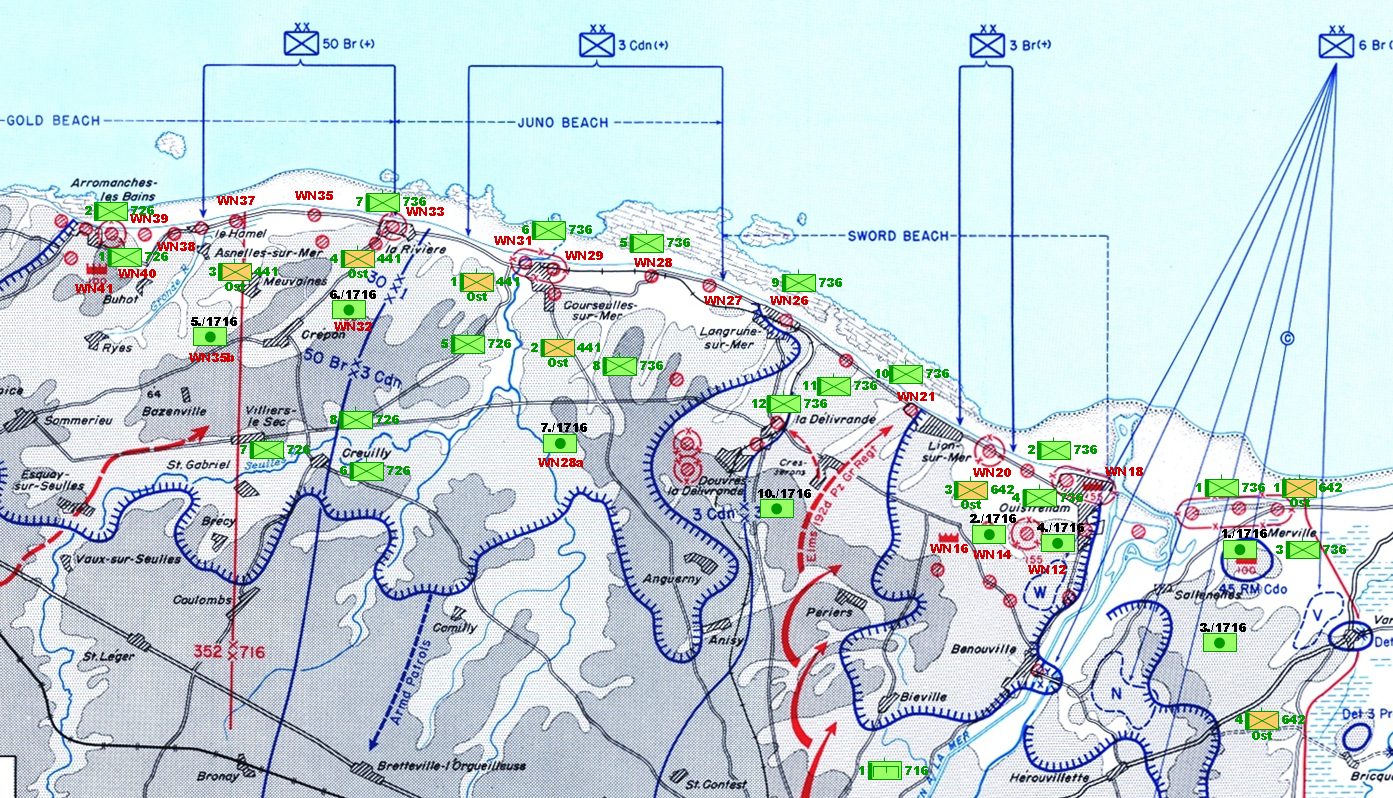
Carte de position des compagnies et batteries de la d'infanterie dans le secteur anglo-canadien le 6 juin 1944

Le secteur de Gold est défendu par plusieurs points d'appui (Widerstandnest en allemand, abrégé en « WN »). Les WN 33 et 34, au lieu-dit La Rivière à Ver-sur-Mer, disposent d'un canon de 88 sous casemate, d'au moins trois canons de 55mm ainsi que de plusieurs abris. Ils sont défendus par la 7. Kompanie/736. Regiment. Le WN 36, au lieu-dit La Cabane des Douanes à Asnelles, est défendu par un canon de 55mm et d'une casemate pour mitrailleuse. Sur la même commune, le WN 37 au lieu-dit Le Hamel est constitué d'un canon de 75mm sous casemate et d'un canon de 55mm autour du bâtiment de l'ancien sanatorium, fortifié par l'armée allemande et défendu par des hommes des compagnies 1 et 2 du I/916 régiment de Grenadiers. Le WN 38 se trouvait à l'extrémité du Hamel, avec un canon de 55 mm sous abri et plusieurs postes de combat. Enfin, sur les hauteurs des falaises d'Arromanches, surplombant Le Hamel, le WN 39 permettait aux Allemands d'aligner un canon de 88 mm et un de 75 mm sous casemate.

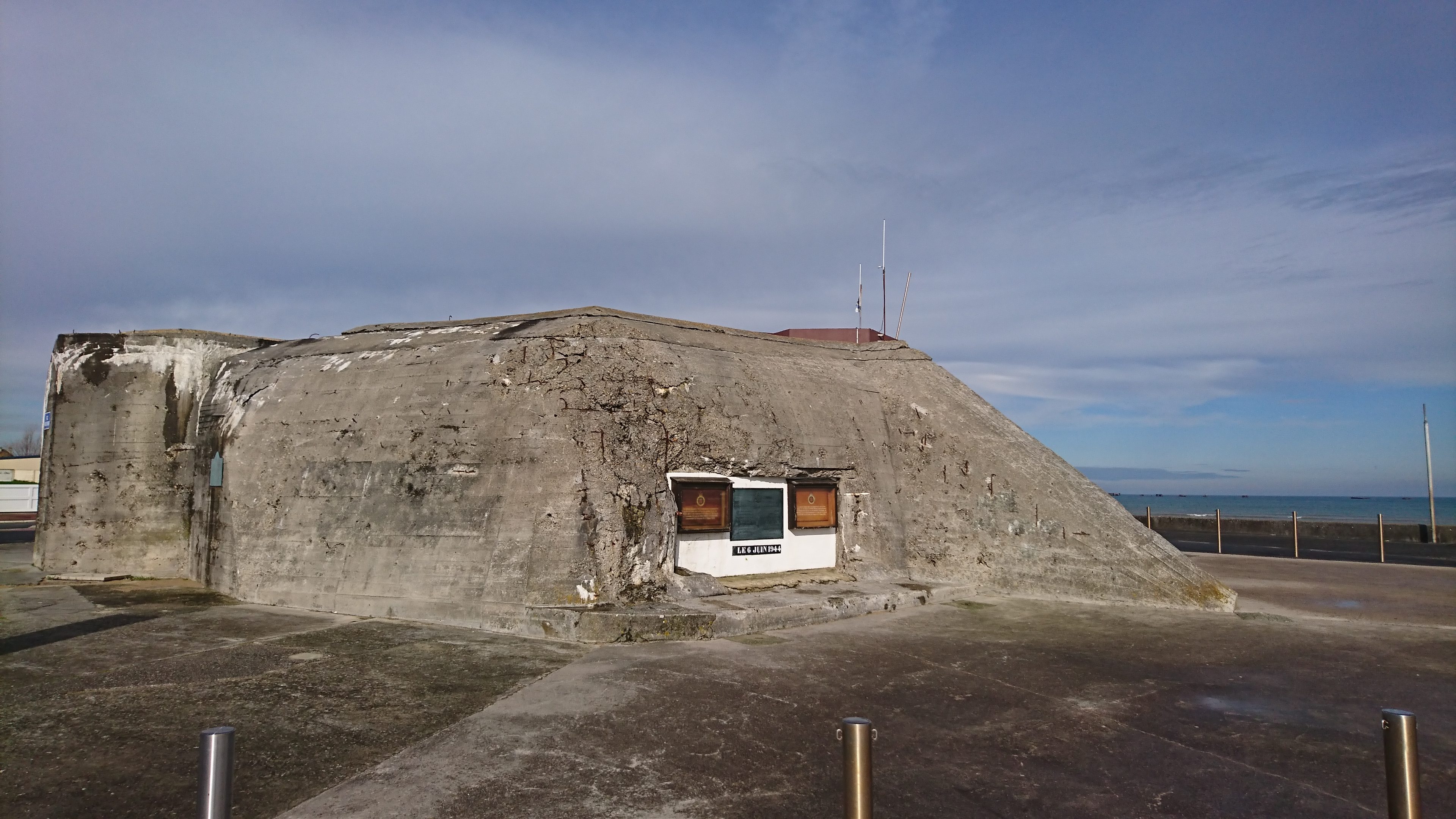
WN 37, casemate du canon de 75mm
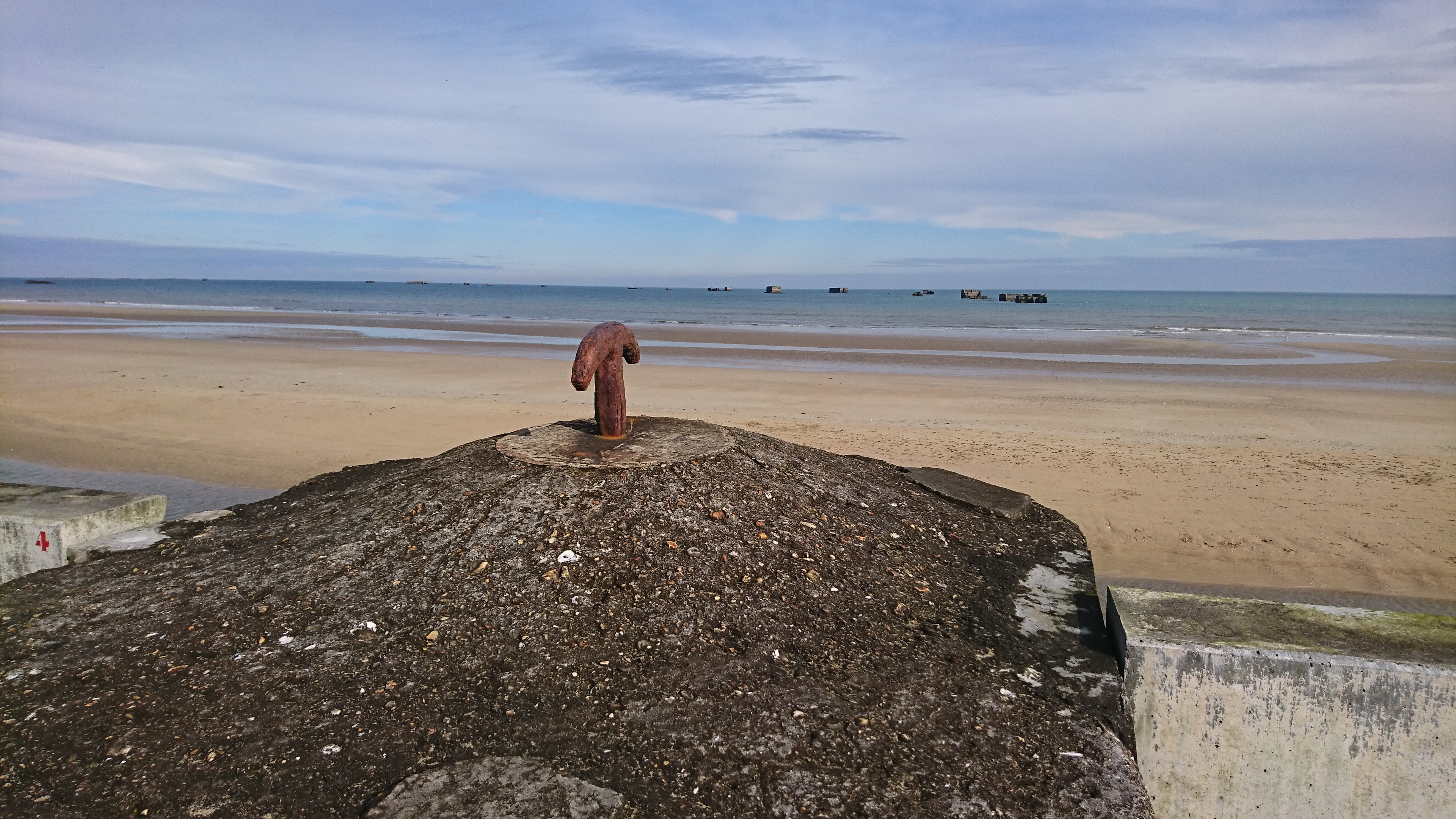
WN 37, tobrouk pour mitrailleuse
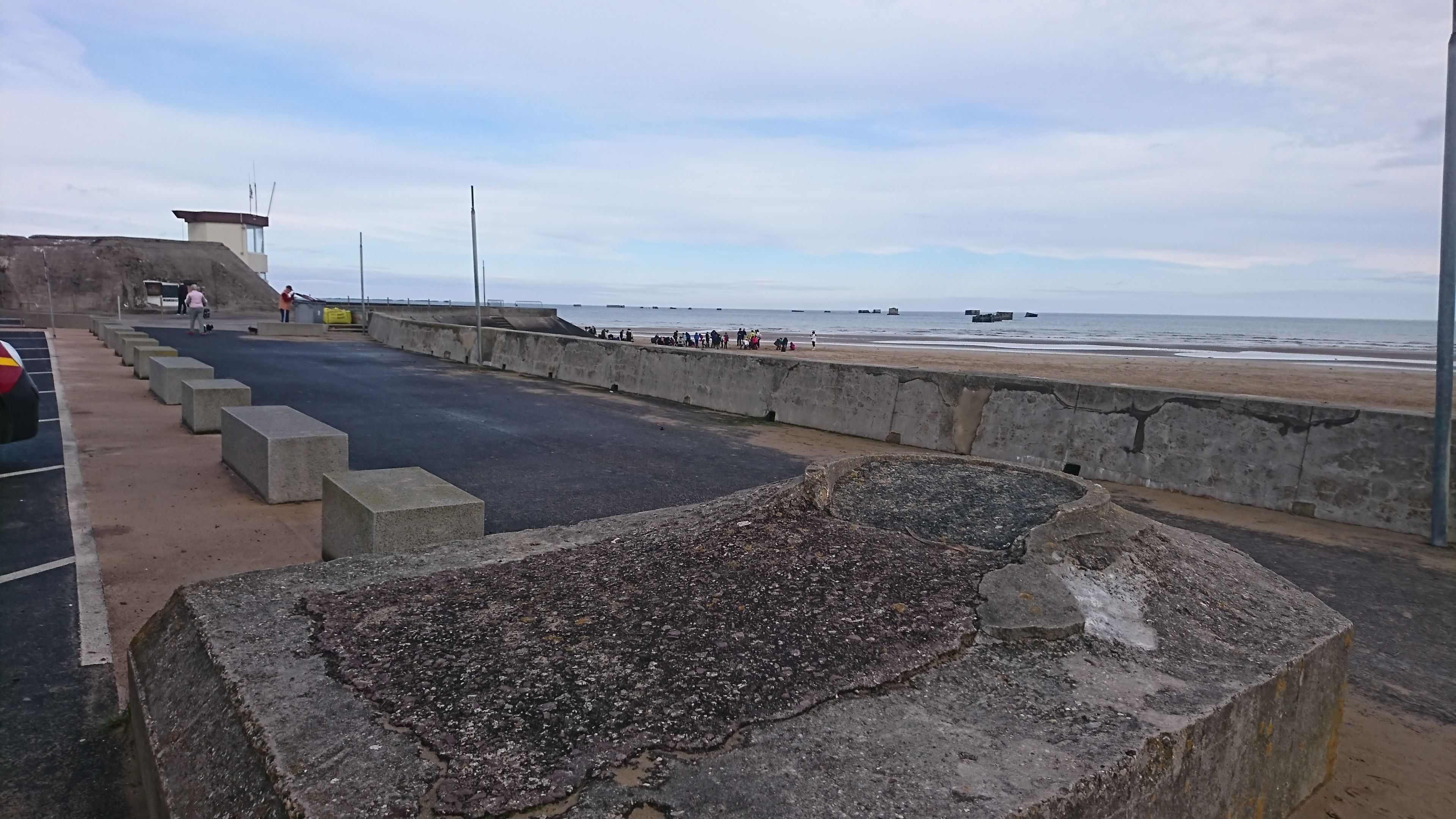
WN 37, tobrouk pour mitrailleuse

En complément, les défenseurs pouvaient s'appuyer sur plusieurs batteries d'artillerie. Le WN 35a du Mont Fleury, entre La Rivière et le bourg de Vers-sur-Mer, devait se constituer de 4 canons de 122 mm sous casemates mais seules deux d'entre-elles étaient achevées le 6 juin. Plus haut, le WN 32 de la Mare Fontaine se constituait de 4 casemates pour canons de 100 mm. Une autre batterie, à Crépon, disposait de quatre pièce de 100 mm également. Entre les plages d'Omaha et de Gold se trouve enfin la batterie de marine de Longues-sur-Mer, WN 48, équipée de quatre canons de 150mm.

### Planification alliée
À l'origine, 17 secteurs le long de la côte normande avaient été sélectionnés comme possibles lieux d'invasion, chacun avec un nom de code issu de l'alphabet radio de l'époque. La côte normande se trouvait donc divisée entre Able à l'ouest d'Omaha Beach et Rodger sur l'extrémité du flanc est. Huit secteurs supplémentaires furent ajoutés quand les plans d'invasion ajoutèrent la plage d'Utah Beach. Chaque secteur était subdivisé en couleurs: Green (vert), Red (rouge) et White (blanc). Le nom Gold ne désigne pas une plage spécifique, mais une zone de débarquement. Elle est délimitée par Port-en-Bessin à l'ouest et le hameau de La Rivière à l'est, incluant le village côtier d'Arromanches. À l'ouest, de hautes falaises rendent tout débarquement impossible, obligeant les opérations à se dérouler vers l'est, entre le hameau du Hamel (aujourd'hui La Guerre), sur la commune d'Asnelles et de La Rivière, sur la commune de Ver-sur-Mer. Ces secteurs seront codés respectivement Jig et King. La plage débouche sur des terrains marécageux qui donnent sur un arrière-pays alternant entre des champs ouverts et du bocage qui se densifie au fur et à mesure de la progression dans les terres. Le terrain s'élève graduellement formant la crête de Meuvaines où des fortifications allemandes sont localisées.
Les forces aériennes expéditionnaires alliées réalisent plus de 3 200 sorties de reconnaissance photo d'avril 1944 jusqu'au début de l'opération Overlord. Les photos de la côte sont prises à une altitude très peu élevée afin de pouvoir étudier au mieux le terrain, les obstacles et les fortifications allemandes du Mur de l'Atlantique. Parallèlement, les membres des Combined Operations Pilotage Parties préparent clandestinement les plans détaillés de la côte, notamment par sondage à main. À Gold, des hommes-grenouilles découvrent que la plage entre Asnelles et La Rivière n'est pas assez ferme pour supporter le poids des véhicules blindés. Une douzaine de Armoured Vehicle Royal Engineers (AVREs) est transformée en bobbins pour surmonter le problème en déployant un rouleau de revêtement sur la plage afin de faciliter la sortie des chars,.
La zone de débarquement de Gold est assignée au Lieutenant-Général Gerard Bucknall et son 30e corps d'armée, avec la 50e division d'infanterie du Major-Général Douglas Graham comme division d'assaut. La 50e est une division hautement expérimentée, ayant déjà vu des combats en France, en Afrique du Nord et en Sicile. Les hommes effectuent un entrainement spécial de débarquement amphibie, incluant l'exercice Fabius à Hayling Island en mai 1944. Les équipes de démolition responsables de la destruction des obstacles de plage s’entraînent dans des piscines au Royaume-Uni. Les briefings se déroulent avec des cartes utilisant des noms fictifs, la majorité des hommes ne découvrant ainsi leur destination qu'une fois en route vers la Normandie.
Le débarquement doit être précédé d'un bombardement aérien aussi bien que naval. La Bombarding Force K, une force opérationnelle de 18 navires, principalement des cuirassiers et des destroyers, est assignée à Gold Beach. Les chars amphibies de la 8e brigade blindée doivent arriver sur la plage à 7h20, suivis par les premières troupes d'infanterie à 7h25. La 231e brigade d'infanterie doit débarquer dans le secteur Jig, tandis que la 69e brigade d'infanterie débarque sur le secteur King. La 231e a pour mission de capturer Arromanches et d'établir le contact avec les forces américaines d'Omaha Beach, tandis que la 69e doit se diriger vers l'est et relier les canadiens de Juno Beach. En complément, le No. 47 Commando doit également débarquer sur Gold avec la mission de s'infiltrer vers l'ouest et capturer Port-en-Bessin. Arrivant en deuxième vague à Jig, la 56e brigade d'infanterie a pour objectif de capturer Bayeux et une crête adjacente, coupant ainsi la Route Nationale 13 entre Caen et Bayeux, compliquant l'acheminement de renforts allemands. La deuxième vague à King doit voir le débarquement de la 151e brigade d'infanterie avec pour objectif de capturer la Route Nationale 13 et la voie ferrée Caen-Bayeux, ainsi que d'établir des positions sur les hauteurs entre les rivières de l'Aure et de la Seulles,. Des régiments d'artillerie, du génie et des communications doivent également prendre pied sur la plage le jour-J.

## Débarquement

### Bombardements préalables

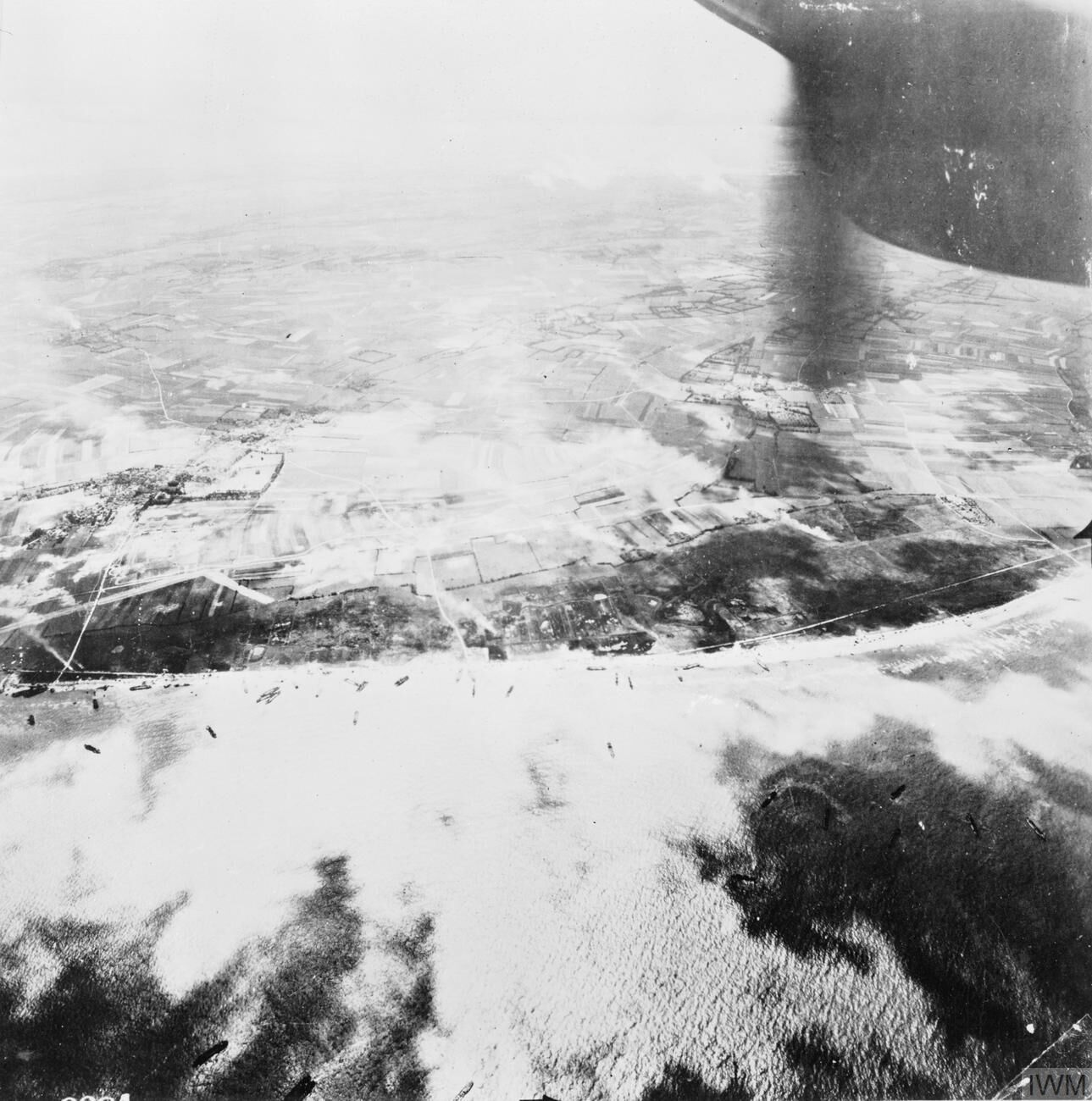
Les secteurs de King Green et Jig en vue aérienne pendant le débarquement de la 50e division d'infanterie britannique.

Le bombardement de la Normandie débute aux alentours de minuit avec plus de 2 200 bombardiers britanniques et américains attaquant leurs cibles le long de la côte ou à l'intérieur des terres. À Gold, le bombardement naval par la Bombarding Force K débute à 5h30, au moment où les premières vagues d'infanterie embarquent dans leurs Landing Craft Assault (LCAs) vers la plage. Les défenses allemandes sont attaquées par des bombardiers moyens et lourds ainsi que par l'artillerie auto-tractée à l'intérieur des barges de débarquement,. Les résultats sont satisfaisants à la batterie du Mont-Fleury ainsi qu'à la Batterie de Longues-sur-Mer où vers 7h00 l'Ajax et l'Argonaut mettent hors de service trois des quatre pièces d'artillerie. La quatrième canon continue à tirer de manière sporadique vers Omaha Beach dans l'après-midi et la garnison se rend le jour suivant. Deux blockhaus abritant deux canons (un de 88 mm à La Rivière sur King et un de 75 mm au Hamel sur Jig) ne sont que légèrement endommagés. Quatre points d'appui allemands défendant la plage sont également légèrement touchés, et doivent être capturés pendant l'assaut terrestre.

### Secteur de King

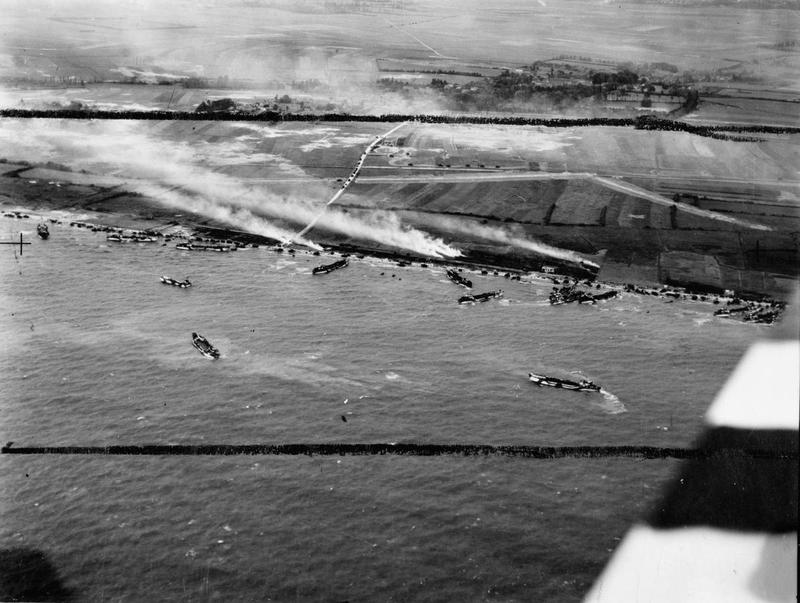
Le débarquement des forces britanniques sur les plages King Red et King Green devant la batterie du Mont-Fleury (WN 35a) devant le village de Ver-sur-mer

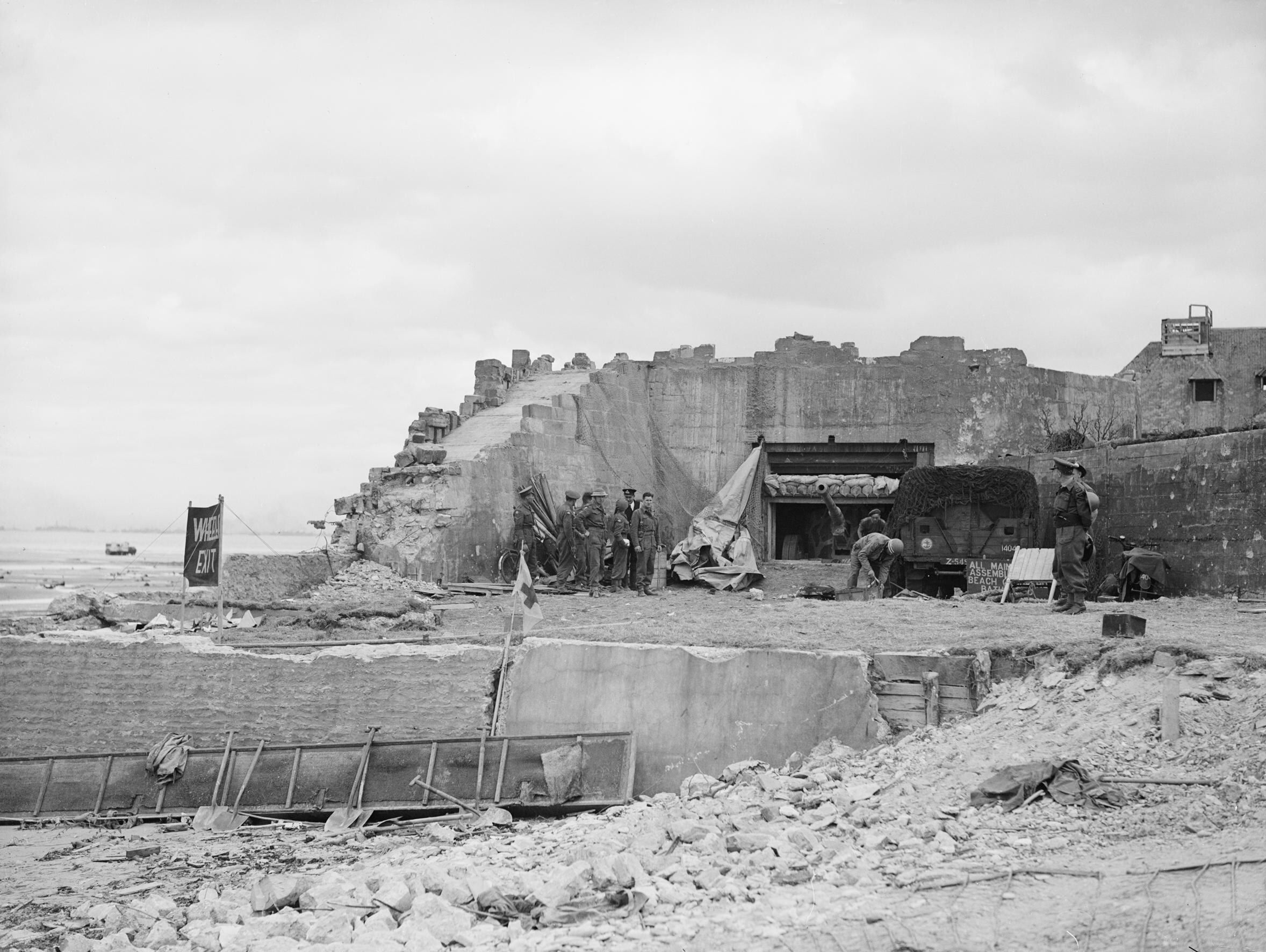
les commandos de la Royal Navy du LCOCU examinent le canon de 88 mm du point fort allemand WN33 à l'extrémité ouest de La Rivière

L'heure H pour le débarquement à Gold est prévu à 7 h 25 sur le secteur de King (50 minutes après les débarquements américains en raison des différences de marées et de relief le long de la côte). La première vague sur King voit le débarquement du 5th East Yorkshires et du 6th Green Howards de la 69e brigade, assistés par les chars amphibies du 4th/7th Dragoon Guards,. Le 7th Green Howards débarque à 8 h 20. Le plan d'origine prévoit la mise à l'eau de 38 chars amphibies depuis leurs landing craft tank (LCT) à 4 600 mètres de la plage. En raison de la forte houle, les chars sont débarqués directement sur la plage. L'infanterie, le génie et les chars amphibies arrivent presque simultanément et subissent le feu allemand depuis les positions allemandes, dont les tirs du Canon de 88 mm de La Rivière. L'infanterie est forcée d'utiliser la digue pour se mettre à couvert. Le canon de 88 mm est détruit par un tir direct dans l'embrasure par un char fléau des Westminster Dragoons . Le 5th East Yorkshires, avec l'aide des plusieurs tanks, passe le reste de la matinée à nettoyer les maisons fortifiées de La Rivière, au prix d'une perte de 90 hommes, dont 6 officiers,

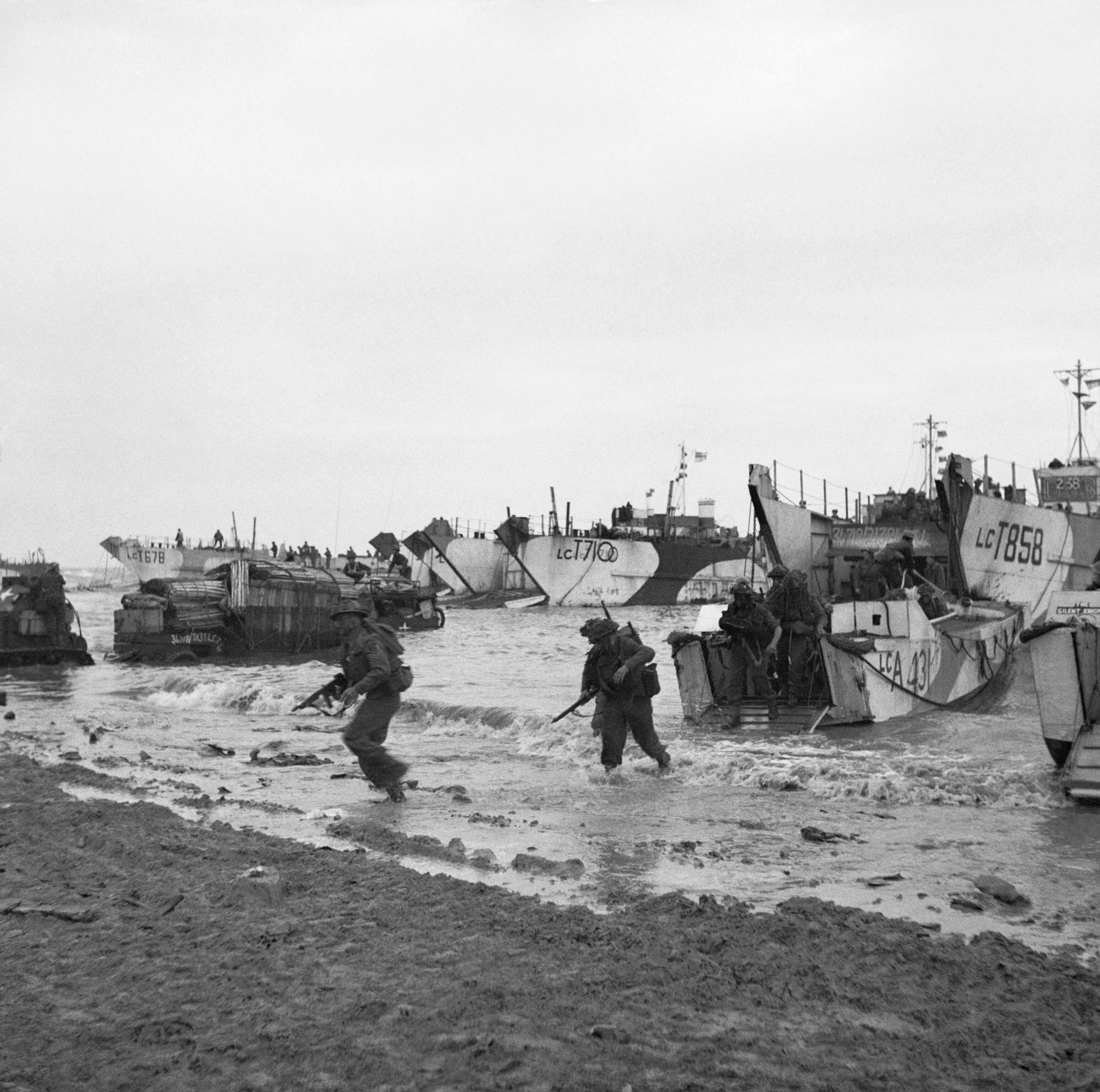
Les No. 47 (Royal Marines) Commando débarquant des LCA (Landing Craft Assault)

Les blindés spécialisés arrivent avec la première vague, dont les AVREs, les chars fléaux et les bulldozers blindés. Dégager les sorties de plage se fait difficilement, certains chars étant embourbés ou endommagés par les mines. Un char fléau solitaire arrive finalement à ouvrir un passage vers la batterie du Mont-Fleury et Ver-sur-Mer. Le passage est utilisé par les Green Howards et les chars du 4th/7th Dragoon Guards qui nettoient les poches de résistance à la batterie du Mont-Fleury. La compagnie B se déplace pour attaquer les positions allemandes sur la crête de Meuvaines tandis que la compagnie C se dirige vers l'ouest de Ver-sur-Mer pour couvrir l'attaque de Crépon, qui ouvre les routes vers Bayeux et Caen. Le 7th Green Howards attaque la batterie d'artillerie de Ver-sur-Mer et fait 50 prisonniers. Le sergent-major Stanley Hollis (en) gagne la Victoria Cross lors de ces événements du 6 juin. En chemin vers le Mont-Fleury, Hollis se retrouve pris pour cible par des mitrailleuses allemandes alors qu'il inspecte un blockhaus. Il tire sur l'entrée avec son Sten gun et dégoupille une grenade à travers le toit, tuant les défenseurs. Il nettoie ensuite une tranchée ennemie avant que les occupants d'un second blockhaus ne se rendent. Plus tard dans la journée, il sauvera la vie de 3 de ses hommes durant la tentative de détruire un emplacement d'artillerie de campagne près d'une ferme à Crépon.

Chars britanniques en mouvement depuis King Beach

Prévu pour débarquer à 11 h sur Jig, la 56e brigade est déviée vers King en raison des défenses allemandes toujours actives au Hamel. La brigade débute alors son avance vers Bayeux. Le 151e brigade arrive dans le même temps et après avoir rencontré une vive résistance, elle prend le contrôle de la route et voie ferrée entre Bayeux et Caen. La 56e brigade avance lentement, et doit passer la nuit à moins de 2 km de Bayeux, son objectif. La 69e brigade sécurise le flanc est et à la tombée de la nuit, établit le contact avec les forces canadiennes de Juno

### Secteur de Jig

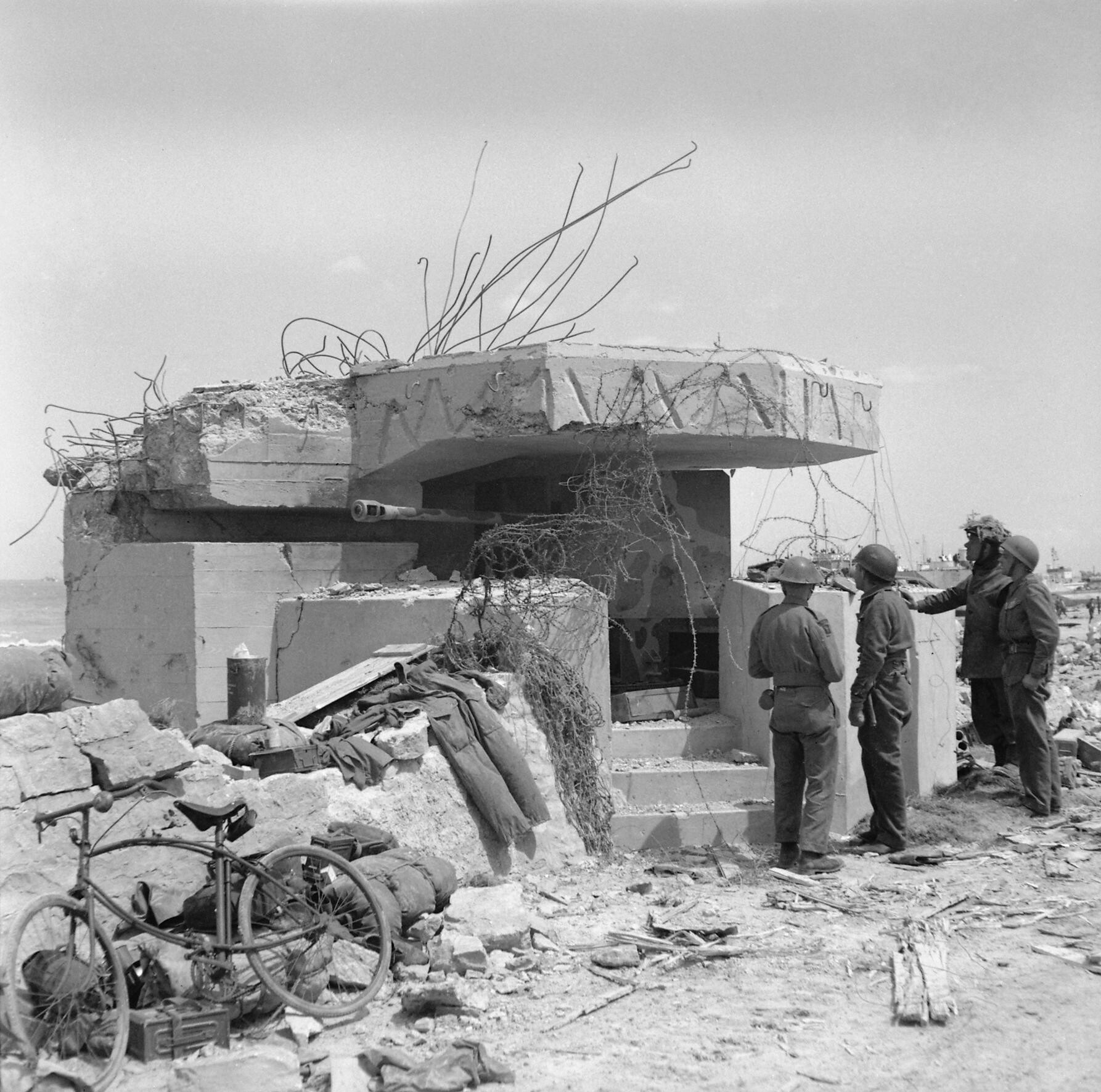
German strong point WN-35 at Le Pont Chaussé, on the boundary between Jig and King. Heavily damaged by offshore bombardment, it was captured by the 6th Howards with support from three AVRE tanks of 81st Assault Squadron.

À Jig, la première vague d'infanterie (le 1st Dorsetshires et le 1st Hampshires de la 231e brigade) débarque à 7h25 et se retrouve immédiatement sous le feu allemand, dont le canon de 75 mm au Hamel. En raison d'erreur de navigation et des forts courants, les deux régiments arrivent plus à l'est que prévu. Les chars amphibies ainsi que les chars Centaur qui étaient supposés arriver avant l'infanterie sont retardés par la forte houle et n'arrivent que vers 8h 00. De nombreux véhicules s'embourbent ou sont détruits par les tirs allemands. La marée monte plus vite que prévu, recouvrant les obstacles de plage et les mines, résultant en la destruction ou l'endommagement de plusieurs barges de débarquement
Les deux compagnies du 1st Hampshires débarquent très près du point d'appui du Hamel et doivent se battre contre la garnison allemande afin de sortir de la plage. Le contournement du point d'appui est rendu compliqué par les mitrailleuses, les mines et les barbelés. Des éléments du 1st Hampshires capturent le point d'appui WN-36 à l'est du village d'Asnelles. Alors qu'ils se dirigent le long de la plage vers leur objectif principal du Hamel, ils sont pris sous un intense feu allemand et doivent se replier. Le major Warren décide que ses hommes devront contourner les défenses et les attaquer par l'arrière, ce qui prendra plusieurs heures. Les britanniques commencent à engranger des succès vers 15 h 00 à la suite de l'arrivée d'un char AVRE du 82nd Assault Squadron. Celui-ci tire deux petard charges à l'arrière d'un blockhaus où se trouve retranchée la plupart des défenseurs Les allemands s'enfuient vers les maisons fortifiées du Hamel et d'Asnelles. S'engage ensuite un combat maison par maison. Le canon de 75 mm est finalement détruit vers 16h 00 par un tir de char AVRE à l'arrière du blockhaus. Les compagnies A et C du 1st Hampshires et le char AVRE longent la côte et prennent le point d'appui WN-38 à La Fontaine St Côme, faisant 20 prisonniers. Plus à l'ouest, la compagnie D capture le point d'appui WN-39 surplombant Arromanches, faisant 30 prisonniers.
Le 2nd Devons débarque à 8h15, alors que la plage est toujours sous le feu allemand. Une compagnie reste sur place pour soutenir l'assaut au Hamel tandis que le reste se déploie pour capturer le village de Ryes vers la route de Bayeux. Ryes est capturé vers 16h 30. Le 1st Dorsets attaque les positions allemandes sur la plage à La Cabane des Douanes puis se dirige vers l'intérieur des terres en arc vers les hauteurs au sud d'Arromanches. Il nettoie les positions allemandes au Bulot et au Puits d'Hérode, et arrive à destination en fin de matinée. Rejoint par des éléments du 1st Hampshires et couvert par l'artillerie navale, il prend Arromanches en fin d'après-midi.

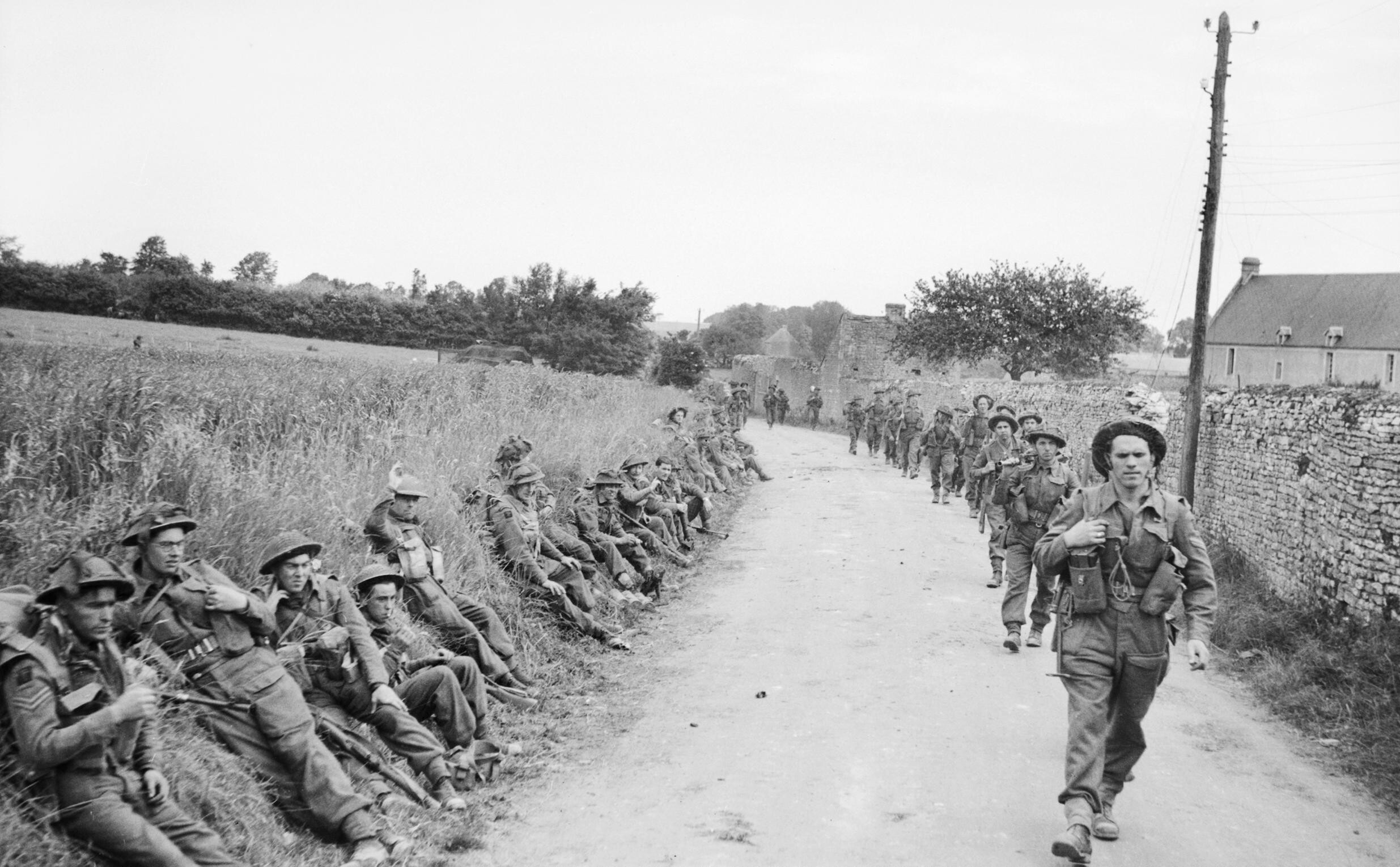
Infantry of the 50th Division near St Gabriel on 6 June

### 47th Commando
Le Commando de marine N.47 s'est vu remettre la tâche d'enlever le port de Port-en-Bessin, à la limite avec Omaha beach, environ 11 km à l'ouest d'Arromanches et 13 km de son secteur de débarquement sur Jig. Le Lieutenant-Colonel C. F. Phillips opte pour une attaque depuis le sud, le village étant bien défendu côté mer. Sa force de 420 hommes est divisée en 5 troupes de 63 hommes, une troupe de mortiers et de mitrailleuses, un groupe de transport de 4 véhicules chenillés et un groupe de commandement. Le plan consiste à débarquer sur Gold à 9 h 25, à se rassembler au lieu-dit La Rosière et de se diriger à travers la campagne jusqu'à une crête (nommée Point 72) au sud de Port-en-Bessin, en arrivant vers 13 h. De cette position, les commandos demandent un appui-feu des navires en mer et avancent pour capturer le village.
Sous une forte houle et sous le feu ennemi, les commandos commencent à débarquer à Jig, à l'est de leur position prévue, à 9 h 50. Cinq de leurs LCA coulent du fait des obstacles ou du feu ennemi, au prix de 76 hommes tués ou blessés. Le Major P. M. Donnell prend temporairement en charge le commandement jusqu'à ce que Phillips et les commandos restant les rejoignent vers 14 h sur la route Meuvaines-Le Carrefour après avoir été séparés. Les commandos subissent de nouvelles pertes dans plusieurs accrochages à La Rosière et en chemin vers le Point 72. Ils n'arrivent à destination que vers 22 h 30, trop tard pour lancer l'assaut, et fortifient leurs positions pour la nuit. Le village et le port seront capturés le 7 et 8 juin lors de la bataille de Port-en-Bessin,.

### Réaction allemande

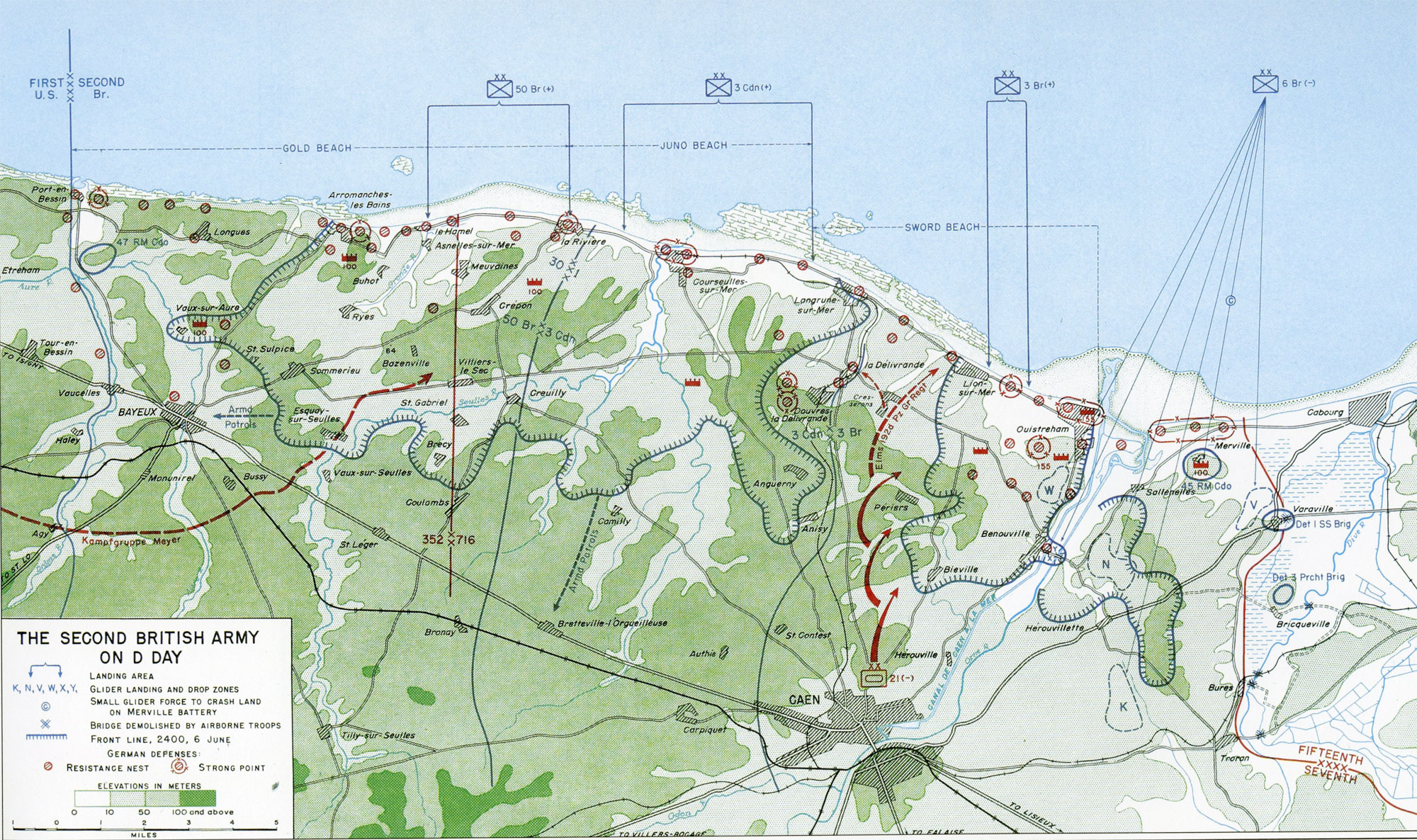
Carte montrant les plages britanniques et canadiennes ainsi que la position des unités au soir du 6 juin.

Comme le centre météorologique de la Luftwaffe à Paris avait prévu deux semaines de temps très agité, de nombreux commandants d'unités stationnées en Normandie se trouvaient à Rennes pour un jeu de stratégie, et certains soldats étaient en permission. Le 6 juin, Rommel était en Allemagne pour célébrer l'anniversaire de sa femme et rencontrer Hitler dans l'espoir d'obtenir des renforts de troupes blindées. La 352e et la 716e divisions d'infanterie sont placées en alerte après les premiers parachutages alliés vers les secteurs de Utah et Sword Beach. Le Kampfgruppe Meyer (groupe de combat Meyer), fort de 2 700 hommes et stationné comme réserve divisionnaire près de Bayeux, est envoyé pour traiter les parachutages en arrière d'Utah. l'Oberstleutnant Marcks les rappelle à l'aube alors que l'échelle du débarquement allié se précise. Un bataillon est envoyé en renfort dans le secteur d'Omaha tandis que la plupart des hommes doit se retrouver avec des renforts à Villiers-le-Sec, à environ 12 km à l'est de Bayeux, pour lancer une contre-attaque. Subissant les attaques aériennes alliées, la colonne arrive finalement en fin d'après-midi et se retrouve engagée par des éléments de la 69e brigade. Les britanniques perdent 4 chars dans les combats, mais le Kampfgruppe est presque complètement détruit. Meyer est tué et ses cartes détaillées de défenses côtières allemandes tombent entre les mains britanniques
Avec la prise des fortifications côtières, la supériorité aérienne alliée et en raison de la dispersion des troupes, la défense à l'intérieur des terres ou l'organisation de contre-attaques deviennent très difficile pour le commandement allemand. À 22h 33, le Generalleutnant Kraiß ordonne à la 352e division de créer une ligne de défense au nord de Bayeux, ce qui se révèle impossible puisqu'une partie du terrain concerné est déjà aux mains des alliés et que les unités allemandes accusent de très lourdes pertes. La Luftwaffe ne joue qu'un rôle mineur le 6 juin. Dans le secteur de Gold, plusieurs groupes de bombardiers arrivent à la tombée de la nuit, causant quelques pertes alliées au Hamel et endommageant une route près de Ver-sur-Mer. Vers 6h00 le 7 juin, la salle des opérations du HMS Bulolo, navire de commandement du secteur de Gold, est endommagée par une attaque de bombardier, mais elle ne cause pas de sérieuses avaries au navire. L'unité responsable est probablement le II./Kampfgeschwader 40: sous le commandement du Fliegerführer Atlantik, basé à Bordeaux–Merignac. Au soir du 6 juin 1944, 26 Heinkel He 177 bombardiers lourds équipés de missiles guidés anti-navires attaquent les convois au-dessus de la Normandie, dont le secteur de Gold. Le II./KG 40 perd 13 de ses appareils durant l'attaque.

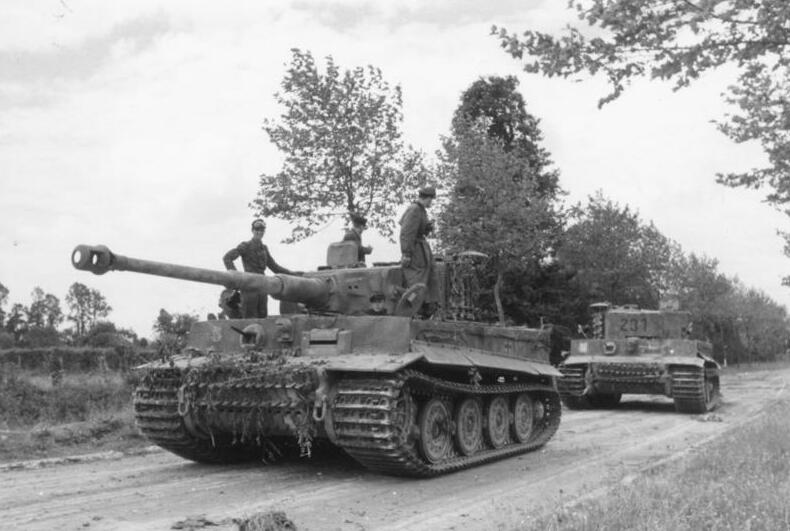
Chars Panzer VI Tiger I de la 1ère Division SS Leibstandarte Adolf Hitler à Villers-Bocage, juin 1944

La 1ère Division SS Leibstandarte Adolf Hitler quitte les troupes de réserves de l'OKW et reçoit l'ordre de contre-attaquer entre Bayeux et l'Orne, épaulée par la 12e Panzerdivision SS Hitlerjugend et la Panzer Lehr Division. Les divisions blindées commencent à arriver les 7 et 8 juin.

## Conséquences

### Pertes
Au soir du 6 juin, la 50e division britannique a perdu environ 700 hommes. Les pertes alliées totales, toutes unités confondues pour les opérations de Gold, se chiffrent à environ 1000-1100 hommes, dont environ 350 tués. En raison du manque d'archives pour le 6 juin, les pertes allemandes sont inconnues, environ 1 000 soldats sont capturés. Des quatre bataillons allemands de la 716e comptant 7 771 hommes avant l'invasion, Richter rapporte que l'équivalent de 80 % d'un bataillon subsistait. Au moins un des deux bataillons de conscrits du 716e a fui. Richter rapporte également que 80 % de l'artillerie divisionnaire a été détruite ou capturée le 6 juin, tandis que deux batteries d'artillerie restaient intactes à l'ouest de l'Orne. Au 9 juin, la division est réduite à un groupe de combat de 292 officiers et soldats.

## Commémorations et souvenirs

### Vestiges
Il reste des morceaux de composants du port artificiel d'Arromanches, construit à partir du 9 juin, ainsi que de nombreux vestiges de fortifications.

### Monuments
Un vaste mémorial britannique est édifié de 2019 à 2021, le Mémorial britannique de Normandie, portant le nom des 22 442 soldats tués sous commandement britannique pendant le début de la bataille de Normandie,. La première pierre en est posée le 6 juin 2019 ; il est inauguré le 6 juin 2021. 160 colonnes y portent les soldats et officiers tués, de trente-huit nationalités différentes. Les allées du site reproduisent la forme du drapeau du Royaume-Uni ; l'ensemble surplombe Gold Beach et Juno Beach.
Plusieurs autres monuments commémorent l'événement ; deux d'entre eux sont dédiées à des régiments britanniques, et un troisième célèbre le seul officier à avoir reçu la Victoria Cross le jour J.

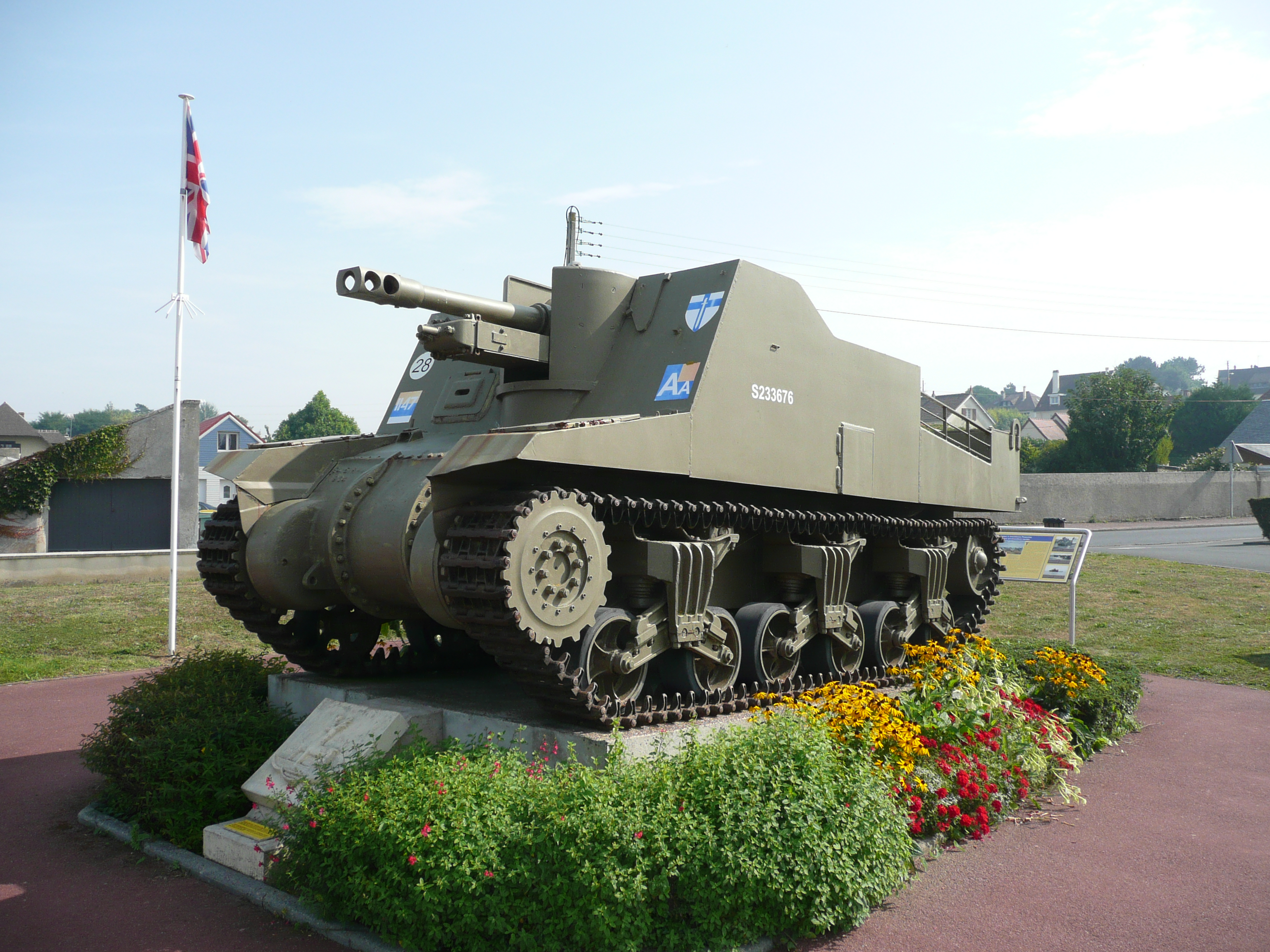
Espace Robert Kiln, canon automoteur Sexton
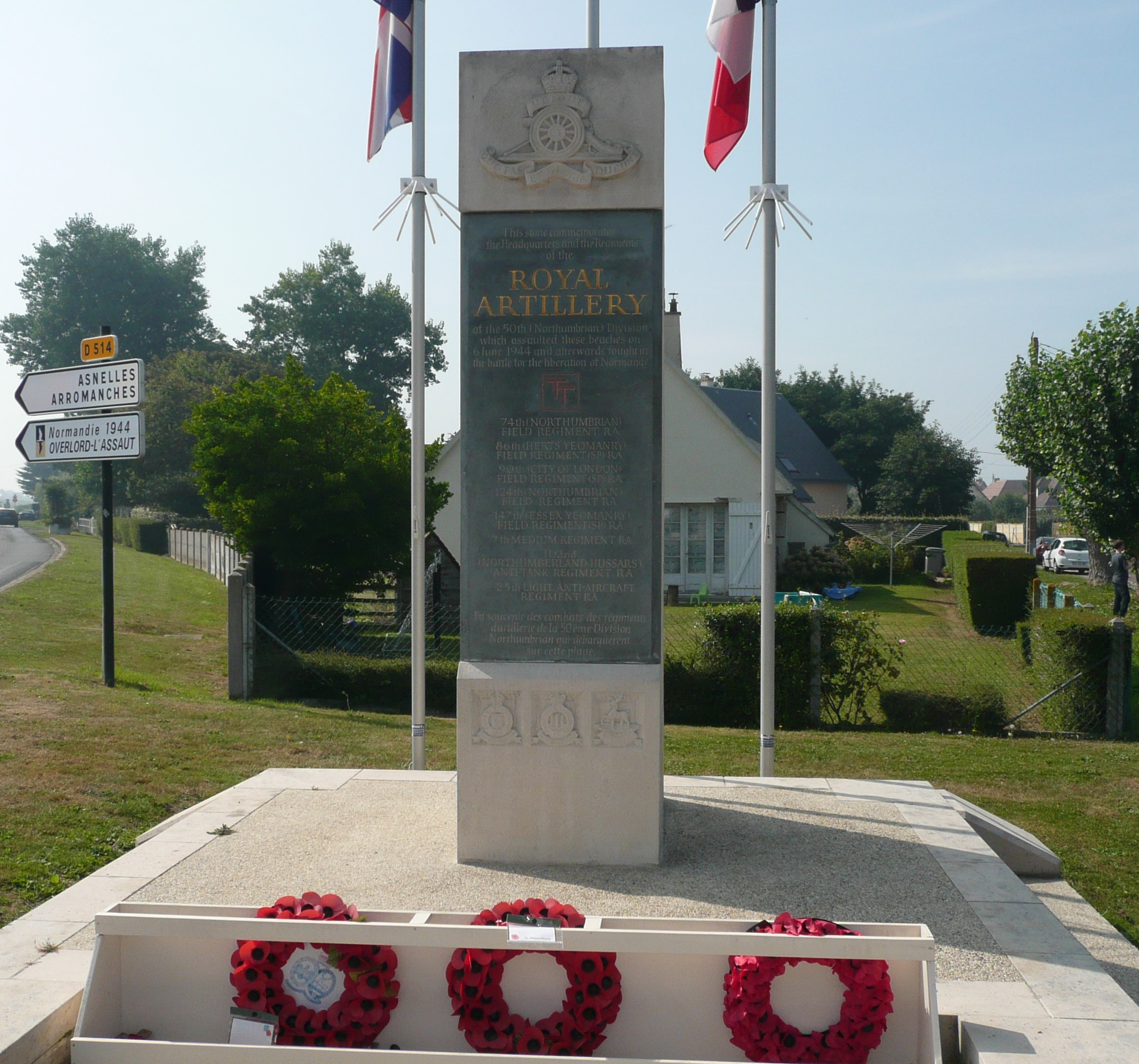
Monument en mémoire des régiments d’artillerie de la 50th Northumbrian Infantry Division
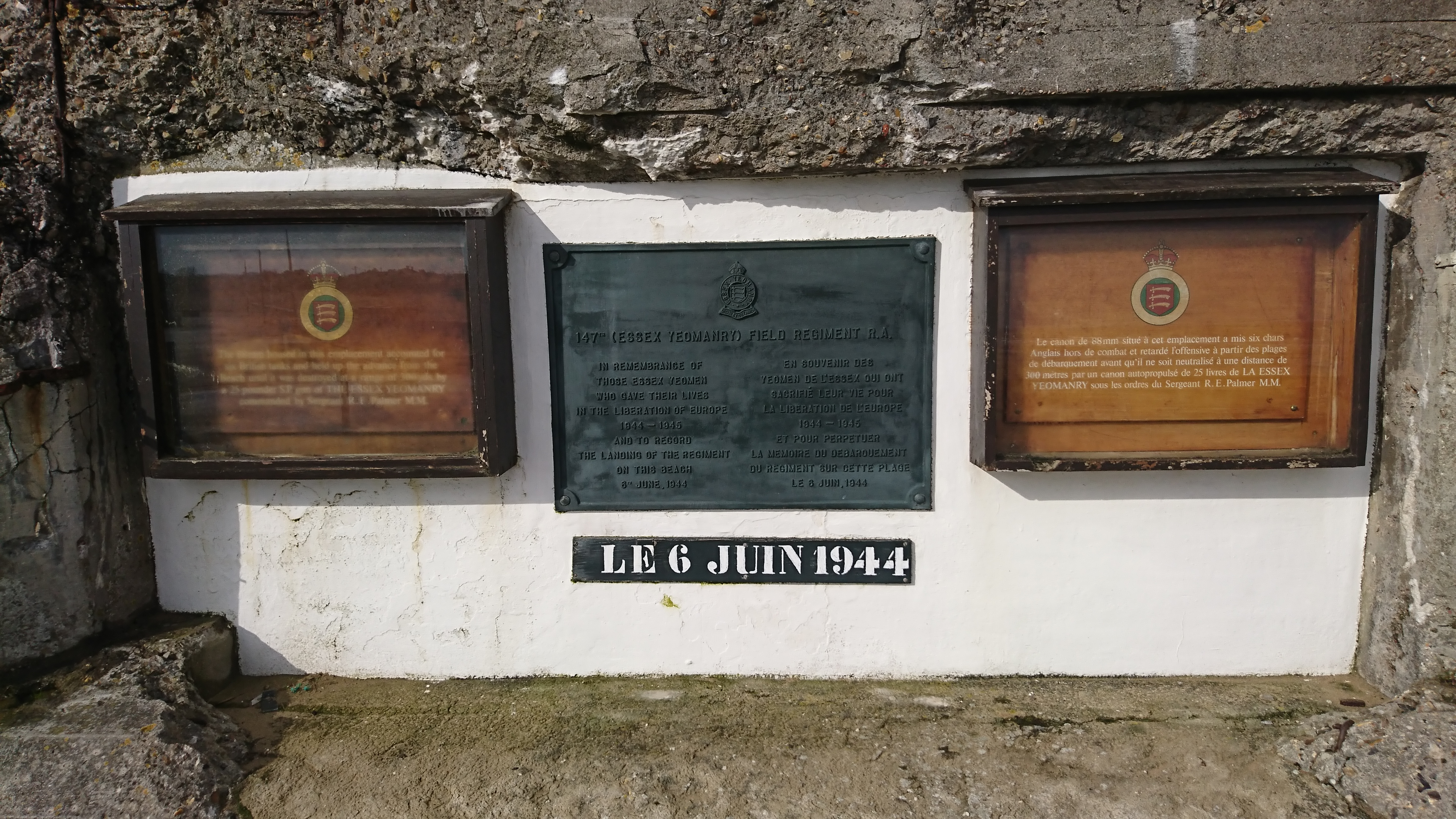
Monument au 147e (Essex Yeomanry) Field Regiment R.A.